# Guignes
Guignes település Franciaországban, Seine-et-Marne megyében. Lakosainak száma 4434 fő (2022. január 1.). Guignes Chaumes-en-Brie, Verneuil-l’Étang, Yèbles és Andrezel községekkel határos.

## Népesség
A település népességének változása:
| Lakosok száma | 3358 | 3793 | 3964 | 4095 | 4253 | 4296 | 4344 | 4414 | 4434 |
|               | 2013 | 2015 | 2016 | 2017 | 2018 | 2019 | 2020 | 2021 | 2022 |